# Rumänien i olympiska sommarspelen 1956
Rumänien deltog med 44 deltagare vid de olympiska sommarspelen 1956 i Melbourne. Totalt vann de fem guldmedaljer, tre silvermedaljer och fem bronsmedaljer.

## Medaljer

### Guld
- Nicolae Linca - Boxning, weltervikt.
- Leon Rotman - Kanotsport, C-1 1000 meter.
- Leon Rotman - Kanotsport, C-1 10000 meter.
- Alexe Dumitru och Simion Ismailciuc - Kanotsport, C-2 1000 meter.
- Ștefan Petrescu - Skytte, snabbpistol.

### Silver
- Mircea Dobrescu - Boxning, flugvikt.
- Gheorghe Negrea - Boxning, lätt tungvikt.
- Olga Orban - Fäktning, florett.

### Brons
- Constantin Dumitrescu - Boxning, lätt weltervikt.
- Francisc Horvat - Brottning, grekisk-romersk stil, bantamvikt.
- Elena Leuşteanu - Gymnastik, fristående.
- Georgeta Hurmuzachi, Sonia Iovan, Elena Leuşteanu, Elena Mărgărit, Elena Săcălici och Emilia Vătăşoiu - Gymnastik, mångkamp.
- Gheorghe Lichiardopol - Skytte, snabbpistol.